# Славне архитекте
Следећа листа представља листу славних архитеката

## Архитекте из раног периода
- Абот Сугер
- Антемиус из Трале
- Аполодор из Дамаска
- Иктин
- Имхотеп
- Исидор из Милета
- Каликрат
- Лу Бан
- Марко Випсаније Агрипа
- Мнесикло
- Рабириус
- Сенемут
- Марко Витрувије
- Ју Хао

## Архитекте из 13. века
- Рене де Кормонт
- Томас де Кормонт
- Вилард де Хонекорт
- Жан де Луп
- Роберт де Лузархес
- Жан д'Орбаис
- Гаушер де Рајмс
- Бернард де Соисонс

## Архитекте из 14. века
- Кристофоро да Болзано
- Јакопо Целега
- Пјер Паоло Целега
- Фра Ђовани дегли Еремитани
- Ђото ди Бондоне
- Петер Парлер

## Архитекте из 15. века
- Леон Батиста Алберти
- Донато Браманте
- Филипо Брунелески
- Леонардо да Винчи
- Анибал Маги дето Да Басано
- Микелоцо
- Жан Тахиер
- Јакоб ван Тиенен

## Архитекте из 16. века
- Галеазо Алеси
- Бартоломеро Аманати
- Микеланђело Буонароти
- Хуан де Херера
- Филиберт де л'Орме
- Ханс Хендрик ван Паесшен
- Андреа Паладио
- Антонио да Сангало
- Микеле Санмикели
- Рафаел
- Вићенцо Скамози
- Мимар Синан
- Ђорђо Вазари
- Ђакомо Барози да Вигнола

## Архитекте из 17. века
- Ђовани Лоренцо Бернини
- Франческо Боромини
- Устад Ахмад Лаури
- Пјетро да Кортна
- Ђорино Ђорини
- Жил Арден-Мансар
- Inigo Jones
- Луј ле Во
- Балтасар Лонгена
- Карло Модерно
- Франсоа Масарт
- Никодемус Тесин Млађи
- Карло Раиналди
- Џон Веб
- Елизабет Митон Вилбрахам
- Кристофер Рен

## Архитекте из 18. века
- Роберт Адам
- Вилијам Адам
- Космас Дејмијан Асам
- Егид Квирин Асам
- Џејмс Блодворт
- Етиен Луис Буле
- Александре Тиодор Бронгниарт
- Вилијам Букланд
- Колен Кампбел
- Џон Кар из Јорка
- Ричард Каселс
- Вилијам Чејмберс
- Франсоа де Кувилиес
- Кристофер Диентценхофер
- Килан Игнац Диентценхофер
- Лаурен Бенуа Девез
- Николаи Еигтвед
- Јохан Бернхард Фишер фон Ерлах
- Јохан Мишел Фишер
- Пјер Франсоа Леонард Фондан
- Џероламо Фригименлица
- Анге Џакуес Габријел
- Џон Гвин
- Петер Харисон
- Николас Хавксмор
- Јохан Лукас он Хилдебрандт
- Џејмс Хобан
- Николас Хенри Жардин
- Томас Џеферсон
- Ричард Јуп
- Филипо Хувара
- Вилијам Кент
- Бнџамин Латробе
- Џијакомо Леони
- Џозеф Кристијан Лили
- Јохан Фридрих Лудвиг
- Ђорђио Масари
- Џозеф Мунгенаст
- Роберт Милне
- Иван Фјодорович Михурин
- Балтазар Нојман
- Ђовани Паоло Панини
- Едвард Ловет Леарсе
- Чарлс Персиер
- Ђузепе Пијермарини
- Јакоб Прандтауер
- Франческо Марија Прети
- Јохан Мајкл Прунер
- Џозеф Џакуес Раме
- Бартоломео Растрели
- Чарлс Рибарт
- Антонио Риналди
- Томас Сандбај
- Јан Блажеј Сантини Аичел
- Мајкл Сеарлес
- Џакуес Гермаин Соуфлот
- Вилијам Торнтон
- Лауриц де Турах
- Доминико Трезини
- Џон Ванбрух
- Луиђи Ванвители
- Бернардо Витоне
- Џон Вуд, млађи
- Џон Вуд, старији
- Ђакомо Кваренги
- Доминикус Цимерман
- Јохан Баптист Цимерман

## Архитекте из 19. века
- Данкмар Адлер
- Френк Шавер Ален
- Хенри Аустин
- Џејмс П. Бејли
- Алфонсе Балат
- Чарлс Бери
- Чарлс Бери (млађи)
- Едвард Мидлетон Бери
- Фредерик Бартолди
- Карло Баси
- Ашер Бенџамин
- Хендрик Бејарт
- Едвард Блоре
- Игњатиус Бономи
- Џозеф Бономи старији
- Карл Лудвиг Ејнџел
- Гридли Џејмс Фокс Брајант
- Дејвид Брајс
- Чарлс Булфинч
- Вилијам Бургес
- Вилијам Бурн
- Децимус Бертон
- Џ. кливланд Кеди
- Басил Чампнејс
- Едвард Кларк
- Адолф Клаус
- Луис Кубит
- Томас Кубит
- Пјер Кипрес
- Александер Џексон Дејвис
- Џорџ Девеј
- Џон Добсон
- Томас Левертон Доналдсон
- Хенри Ејнџелберт
- Колиу Фишето
- Вотсон Фотергил
- Томас Фулер
- Франк Фурнес
- Чарлс Гарниер
- Едвард Вилијам Годвин
- Филип Хардвик
- Филип Чарлс Хардвик
- Вилијам Александер Харви
- Томас Хастингс
- Виктор Хорта
- Вилијам Хоскинг
- Ричард Хунт
- Ђузепе Јапели
- Вилијам ЛеБарон Џенеј
- Хорацио Џонс
- Лео фон Клензе
- Хенри Лабрусте
- Бартоломеј Лафон
- Ричард Лане
- Бенџамин Хенри Латробе
- Џозеф Кристијан Лиле
- Чарлс Фолен МекКим
- Самуел МекИнтире
- Енрико Маркони
- Леандро Маркони
- Оскар Марморек
- Фредерик Марабле
- Роберт Милс
- Џозеф Мокер
- Августо де Монтферанд
- Вилијам Морис
- Алфред Б. Мулет
- Џон Неш
- Џозеф Марија Олбич
- Фредерик Лоу Олмстед
- Фредерик Џ. Остерлинг
- Александер Париз
- Џозеф Пакстон
- Џон Ворнам Пенфолд
- Џејмс Пенетхорн
- Алберт Прецингер
- Август Пугин
- Џозеф-Џакес Раме
- Џејмс Ренвик млађи
- Хенри Хобсон Ричардсон
- Антонио Ривас Меркадо
- Роберт С. Роесчлауб
- Исаија Рочерс
- Џон Рут
- Карло Роси
- Архимедес Расел
- Џорџ Гилберт Скот
- Џорџ Гилберт Скот млађи
- Карл Фредерик Шникел
- Готфрајд Семпер
- Ричард Норман Шав
- Џозеф Лиман Силсби
- Џон Шоан
- Василиј П. Стасов
- Џ. Џ. Стевансон
- Џорџ Едмунд Стрит
- Вилијам Стрикланд
- Луис Саливен
- Томас Александер Тефт
- Самјуел Сандерс Теулон
- константин Тон
- Итиел Товн
- Силванус Треваил
- Вилијам Туби
- Ричард Упџон
- Калверт Ваукс
- Еуген Вајолет Ле Дук
- Ото Вагнер
- Томас У. Волтер
- Алфред Вотерхаус
- Станфорд Вајт
- Вилијам Вилкинс
- Томас Вортингтон
- Томас Хенри Вајат
- Ами Б. Јанг

## Архитекте из 20. века
- Алвар Алто
- Макс Абрамовиц
- Дејвид Адлер
- Чарлс Н. Агри
- Кристофер Александер
- Тадао Андо
- Пол Андреј
- Волтер В. Алшлагер
- Раул де Армас
- Хишам Н. Ашкури
- Гунар Асплунд
- Фриц Ауер
- Едвард Лараби Барнс
- Вани Бал,
- Хауард Р. Бар
- Велтон Бекет
- Адолф Бене
- Петер Беренс
- Пјетро Белуши
- Хендрик Петрус Берлаж
- Готфрид Бем
- Рикардо Бофил
- Ориол Бохигас
- Марио Бота
- Клод Фајете Брагдон
- Робин Бразиер
- Марсел Брејер
- Гордон Бунсхафт
- Џон Бурги
- Данијел Бурнхам
- Сантијаго Калатрава
- Петер Калторпе
- Хаг Касон
- Џејмс Волтер Чапман Тејлор
- Серж Чермејеф
- Дејвид Чиперфилд
- Џозеф Антони Кодерх
- Колеман Кокер
- Мери Колтер
- Петер Кук
- Ле Корбизје
- Ернест Кормиер
- Лаурие Бакер
- Чарлс Кореа
- Луцио Коста
- Ралф Адамс Крам
- Чарлс Хазард Кране
- Киртланд Катер
- Хустус Даинден
- Раимондо Томасо Д`Аронко
- Фредерик Џозеф ДеЛонгчампс
- Филипер Оливеира Диас
- Тео ван Дусбург
- Андрес Дуани
- Макс Дудлер
- Вилем Маринус Дудок
- Артур Дајсон
- Чарлс Еамес
- Реј Еамес
- Џон Еберсон
- Петер Ајсенман
- Артур Ериксон
- Дон Ериксон
- Рејмонд Ерит
- Алдо ван Ејк
- Хасан Фати
- Свере Фен
- Херман Финстерлин
- Теодор Фишер
- Харолд Х. Фишер
- Кеј Фискер
- O'Нил Форд
- Норман Фостер
- Јона Фридман
- Бакминстер Фулер
- Игњацио Гардела
- Антони Гауди
- Френк Гери
- Стефам Џорџ
- Хараламб Х. Џорџеску
- Хејдар Гаи
- Кас Гилберт
- Ромалдо Ђургола
- Хансјург Гуриц
- Брус Гоф
- Ерно Голдфингер
- Бертрам Годхуе
- Мајкл Гравес
- Грин и Грин
- Волтер Берли Грифин
- Николас Гримсав
- Валтер Гропијус